# LeRoy H. Anderson

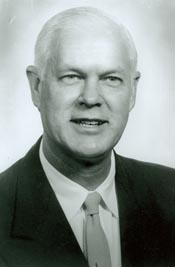
LeRoy H. Anderson

LeRoy Hagen Anderson (* 2. Februar 1906 in Ellendale, Dickey County, North Dakota; † 25. September 1991 in Conrad, Montana) war ein US-amerikanischer Politiker. Zwischen 1957 und 1961 vertrat er den Bundesstaat Montana im US-Repräsentantenhaus.

## Frühe Jahre
Im Jahr 1909 kam LeRoy Anderson mit seinen Eltern nach Conrad in Montana. Nach der Grundschule besuchte er bis 1927 das Montana State College in Bozeman. Nachträglich hat er zwischen 1935 und 1938 am California Institute of Technology in Pasadena Mathematik und Chemie studiert. In Montana arbeitete er als Weizenfarmer und Viehzüchter. Während des Zweiten Weltkriegs war Anderson auf dem europäischen Kriegsschauplatz als Soldat der US Army eingesetzt. Er gehörte zu einer Panzereinheit, die von der Normandie bis an die Elbe vorstieß. Als er 1945 aus dem aktiven Militärdienst ausschied, hatte er es bis zum Lieutenant Colonel gebracht. Später war Anderson noch Mitglied der Reserve. Dort brachte er es bis zum Generalmajor.

## Politische Laufbahn
LeRoy Anderson wurde Mitglied der Demokratischen Partei. Von 1947 bis 1948 war er Abgeordneter im Repräsentantenhaus von Montana, zwischen 1949 und 1956 gehörte er dem Staatssenat an. Seit 1954 war er dort Fraktionsleiter der demokratischen Senatoren. Im Jahr 1954 kandidierte Anderson erfolglos für einen Sitz im Kongress. Zwei Jahre später wurde er dann doch als Kandidat seiner Partei ins US-Repräsentantenhaus gewählt. Dort übernahm er den Sitz von Orvin B. Fjare. Nach einer Wiederwahl im Jahr 1958 konnte LeRoy Anderson dieses Mandat zwischen dem 3. Januar 1957 und dem 3. Januar 1961 ausüben. Im Jahr 1960 bewarb er sich nicht um eine Wiederwahl. Stattdessen strebte er erfolglos die Nominierung seiner Partei für die Wahlen zum US-Senat an.
Danach widmete er sich zunächst wieder seinen privaten Angelegenheiten. Von 1966 bis 1970 war er nochmals Staatssenator in Montana. Danach zog er sich nach Conrad zurück, wo er seinen Lebensabend verbrachte. Dort ist er im September 1991 auch verstorben.